# Thousand Below
Thousand Below is een Amerikaanse posthardcore band afkomstig uit San Diego, Californië. De band werd opgericht in 2016 door Josh Thomas, Devin Chance, Garret Halvax, James DeBerg en Josh Billimoria. In 2017 brachten ze via Rise Records hun debuutalbum Love You Let Too Close uit. Gitarist Chance verliet de band kort voor de opnames van het tweede album, Gone in Your Wake, dat later in 2019 uitkwam.

## Thematiek
Op het album Love You Let Too Close zingt zanger DeBerg over de dood van zijn beste vriend en de impact die dat op zijn leven gehad heeft. Zelf zei DeBerg hierover het volgende: "Losing my best friend flipped my whole world upside down and changed who I am as a person. I used to be happy-go-lucky. I smiled through everything in life. It wasn’t the same after. The songs go through my healthy and unhealthy coping mechanisms as well as the other feelings that came about during this really low and depressed period. I fell in love during a broken time, but I pushed back too. This is a chronicle of everything I noticed about myself.".

## Personele bezetting
Huidige leden
- James DeBerg, vocalen
- Josh Thomas, gitaar
- Josh Billimoria, bas
- Garret Halxax, drums

Voormalige leden
- Devin Chance, gitaar

## Discografie
- 2017: Love You Let Too Close
- 2019: Gone in Your Wake